# Andreas Hübbe

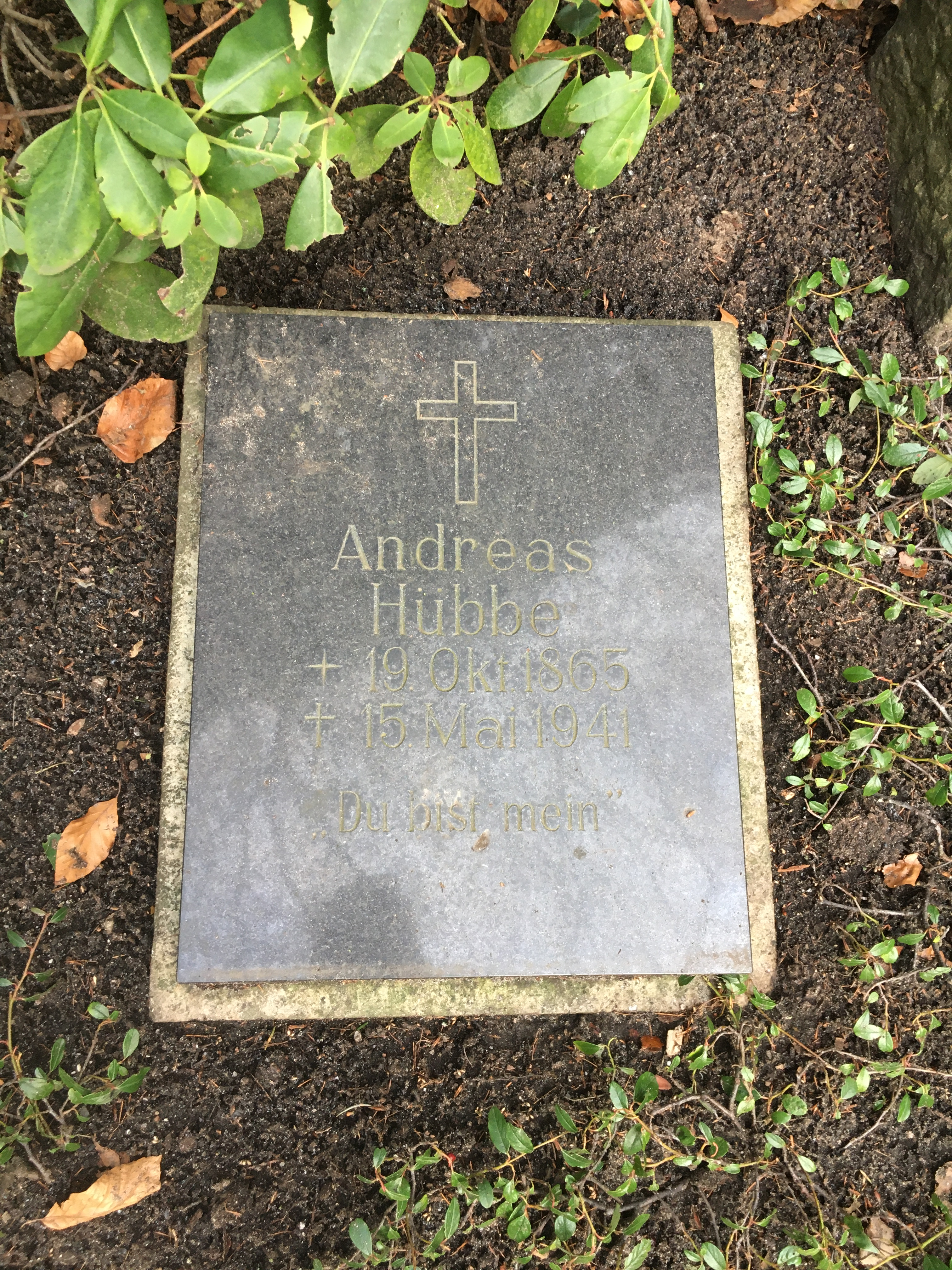
Grabstätte Andreas Hübbe auf dem Friedhof Ohlsdorf

Andreas Hübbe (* 19. Oktober 1865 in Kläden im Kreis Altmark; † 15. Mai 1941 in Hamburg) war ein Kaufmann und Sprachforscher.

## Leben und Wirken als Kaufmann
Andreas Hübbe kam aus einer alten Hamburger Familie. Sein Vater Johannes Hübbe war ein Königlicher Düneninspektor und letzter Landvogt der Insel Sylt. Der Mädchenname der Mutter Thusnelda ist nicht dokumentiert. Er erhielt zunächst Unterricht bei Pastor Asmus Fr. Thomsen in Keitum. Anschließend ging er auf Dr. Biebers Knabenschule in Hamburg.
Hübbe absolvierte eine Ausbildung zum Kaufmann und war bis 1887 als Gehilfe für eine Hamburger Überseefirma tätig. Anschließend absolvierte er eine Weiterbildung in Manchester und ging 1899 als Gehilfe für eine Hamburger Firma nach Buenos Aires, wo er ab 1892 auf eigene Rechnung arbeitete und eine erste Fabrik gründete, die Kragen produzierte.
1906 ging Hübbe zurück nach Hamburg, wo er 1908 das Exportunternehmen Andreas Hübbe eröffnete. Das Unternehmen befand sich zuletzt im Zippelhaus. Während der Weltwirtschaftskrise sanken seine Einnahmen aus Übersee derart deutlich, dass er bei Lebensende nahezu keine Überschüsse mehr erwirtschaftete.
Hübbe verstarb 75-jährig und wurde in der Familiengrabstätte auf dem Friedhof Ohlsdorf (Planquadrat AC 5/AD 5) beigesetzt.  

## Wirken als Sprachforscher
Hübbe widmete sich lebenslang dem Sylterfriesisch (Söl’ring). Er hatte den Dialekt im Alter von vier Jahren beim Spielen mit Gleichaltrigen gelernt. Bereits vor dem Umzug nach Argentinien verfasste er von seinen Reisen Briefe im Söl’ring für das „Sylter Intelligenzblatt“. 1899 rief er die Sylter Einwohner aus Südamerika dazu auf, den Dialekt nicht aufzugeben. 1900 besuchte er die Insel und gründete gemeinsam mit Freunden den „Foiirining fuar Söl’ring Spraak ein Wiis“, der sich insbesondere um die Sprachpflege kümmern sollte.
Nach seiner Rückkehr nach Hamburg 1906 intensivierte Hübbe seine Bemühungen. Unter jugendlichen Sylter Bewohnern sah er das größte Potential für die Pflege der Sprache. Er bat den in Hamburg lebenden pensionierten Rektor Boy Peter Möller, gemeinsam mit einigen Syltern ein „Söl’ring Leesbok“ zu schreiben. Der Sylter Verein in Hamburg schenkte das Lesebuch 1909 den Schulen der Insel. Der Kreisschulinspektor in Tondern akzeptierte einen Sprachunterricht im Dialekt, die Königliche Regierung in Schleswig untersagte dies jedoch wenig später. Ein daraufhin begonnener Privatunterricht in Westerland bestand nicht lange.
Hübbe hielt trotz der Probleme an seinem Vorhaben fest. Er sammelte die „Friesenspende“, die eine Arbeit in größerem Umfang ermöglichen sollte. Er sprach damit insbesondere seine Kollegen in Hamburg und Reeder in anderen Hansestädten an und konnte erfolgreich Geld sammeln. Damit wollte er Lesebücher für andere Inselmundearten, insbesondere Föhr, Amrum und Helgoland finanzieren. Dabei forderte er, dass die Autoren die Schreibweise anwendeten, die zuvor Boy Peter Möller angewandt hatte, was die Autorensuche verkomplizierte. Hinzu kam der Ausbruch des Ersten Weltkriegs, der weitere Arbeiten unmöglich machte.
1911 finanzierte Hübbe aus der „Friesenspende“ das „Söl’ring Leedjibok“ für den Sylter Verein in Altona sowie eigene „Dechtings en Leedjis“, die das „Leesbok“ ergänzten. Das Buch erschien 1913 in zweiter und 1927 in dritter Auflage. Aufgrund der mit der Weltwirtschaftskrise verbundenen Inflation reduzierte sich das Vermögen der „Friesenspende“ derart deutlich, dass die Mittel nicht mehr ausreichten, um weitere Arbeiten in diesem Bereich finanzieren zu können. Hübbe schrieb daraufhin selbst Gedichte in friesischer Sprache, die ab 1926 als „Fuar Söl’ring Lir“ der Sylter Zeitung beigelegt wurden. So entstanden mehr als 100 Werke.